# へそ曲がり/ここにしかない景色
『へそ曲がり/ここにしかない景色』（へそまがり / ここにしかないけしき）は、関ジャニ∞の23枚目のシングル。2013年4月24日にインペリアルレコードから発売された。

## 概要
- 前作『あおっぱな』から約7か月ぶりのリリース。
- CDは初回限定盤A・B、通常盤の3形態で発売。
- 表題曲「へそ曲がり」は、「困難に立ち向かっていけ」と鼓舞するようなアッパーチューンとなっている[12]。
  - 同曲は、メンバーの大倉忠義が出演したテレビ朝日系金曜ナイトドラマ『お天気お姉さん』の主題歌である[12]。
- 表題曲「ここにしかない景色」は、故郷や大切な場所への思いを歌ったミディアムナンバーとなっている[11]。
  - 20thシングル『愛でした。』以来3作ぶり、通算6曲目のシングルでのバンド曲である。
  - 同曲は、メンバーの錦戸亮が主演を務めた東宝配給映画『県庁おもてなし課』の主題歌である[13]。
  - 本作の発売が発表された2013年3月4日当初は同曲のみが表題曲とされていた[13][14]が、同年3月22日に前述のドラマ『お天気お姉さん』の主題歌に「へそ曲がり」が起用されたことを受け、両A面シングルへと変更となった[11]。
- その他、初回限定盤Aと通常盤のカップリングとして「This moment」、初回限定盤Bと通常盤のカップリングとして「myself」、通常盤のカップリングとして9thライブDVD/Blu-ray『KANJANI∞ LIVE TOUR!! 8EST 〜みんなの想いはどうなんだい?僕らの想いは無限大!!〜』の初回限定盤のエンドロールとして使用された20thシングル「愛でした。」のリミックスバージョンを収録[11]。
- 初回限定盤には特典DVDを付属。
  - 初回限定盤Aには、表題曲「へそ曲がり」のミュージック・ビデオとメイキング映像を収録[11]。
  - 初回限定盤Bには、表題曲「ここにしかない景色」のミュージック・ビデオとメイキング映像収録[11]。
- 本作の初回限定盤または通常盤をCDショップ対象店にて1枚購入につき、オリジナルストラップ・フォトブック・オリジナルステッカーのいずれかが当たる店頭抽選会が実施された[15]。
- 2013年3月4日 - 4月5日、「ここにしかない景色」の楽曲にちなみ、「私の街の最高の場所、僕の村の秘密の場所」をテーマにした「ここにしかない景色」の写真を募集するキャンペーンが実施された[11]。
  - 応募作品の一部は本作の広告に使用された[11]。
  - 同企画で寄せられた写真の中からメンバーがそれぞれ1枚ずつを選び、全国7カ所を訪れるキャンペーンも実施された[16]。
- 本作の発売を記念して開催されたイベントに関しては、本項「#発売記念イベント」を参照。
- 2024年1月1日、デビュー20周年を記念し、過去にリリースされた全楽曲が各種音楽ダウンロードサービス、サブスクリプションサービスで配信されることに伴い、表題曲「へそ曲がり」と「ここにしかない景色」がベストアルバム『GR8EST』の収録曲、同年1月24日には表題曲2曲がアルバム『JUKE BOX』の収録曲として配信開始され、同年1月31日には本作の全収録曲の配信も開始された[17][18][19]。

### 各形態概要
| 曲名                  | 形態  | 形態  | 形態 |
| 曲名                  | 初回A | 初回B | 通常 |
| --------------------- | ----- | ----- | ---- |
| This moment           | ○     | ×     | ○    |
| myself                | ×     | ○     | ○    |
| 愛でした。"8EST"Remix | ×     | ×     | ○    |

| 特典内容 | 形態                   |
| --- | ---------------------- |
| 店頭抽選会 - A賞：関ジャニ∞オリジナルストラップ - B賞：へそ曲がり/ここにしかない景色フォトブック（36P） - C賞：関ジャニ∞オリジナルステッカー | 全形態                 |
| 特典DVD（詳細は「#特典DVD」を参照） | 初回限定盤A            |
| 三方背ケース仕様 | 初回限定盤A            |
| 特典DVD（詳細は「#特典DVD」を参照） | 初回限定盤B            |
| 三方背ケース仕様 | 初回限定盤B            |
| 三方背ケース仕様 | 通常盤（初回プレス分） |

## 販売形態
- 発売日：2013年4月24日
  - 初回限定盤A（TECI-838：CD+DVD）
    - 三方背ケース仕様

  - 初回限定盤B（TECI-839：CD+DVD）
    - 三方背ケース仕様

  - 通常盤（TECI-840：CD）
    - 三方背ケース仕様（初回プレス盤のみ）
- 発売日：2015年7月1日
  - 通常盤：再発売（JACA-5539：CD）
    - 自身の所属レコード会社を『テイチクエンタテインメント』から『INFINITY RECORDS』へ移籍したため、INFINITY RECORDSより再発売。
- 発売日：2019年7月12日
  - 通常盤：十五催ハッピープライス盤（JSNC-1523：CD）
    - 自身の配信アプリ『関ジャニ∞アプリ』対応のため、15%オフでの再発売。
- 発売日：2024年1月31日
  - 配信作品
    - デビュー20周年を記念した音楽ダウンロードサービスおよびサブスクリプションサービスでの配信[17][18][19]。

## チャート成績

### シングルチャート順位
- オリコンチャート
  - 初週295,076枚を売り上げ、2013年5月6日付の「オリコン週間 CDシングルランキング」で週間1位を獲得した[1][2]。
    - 10作連続、通算18作目のシングル1位となった[1]。
    - 2004年8月の『浪花いろは節』でのデビューから約8年8か月でシングル連続首位獲得数が10作を突破した[1]。

  - 累計314,512枚を売り上げ、2013年4月度「オリコン月間 CDシングルランキング」で月間1位を獲得した[3]。
    - 同チャートで自身のシングルが1位を獲得するのは、21stシングル『ER』以来2作振り、通算3作目である。

  - 累計328,538枚を売り上げ、2013年度「オリコン上半期 CDシングルランキング」で上半期8位を獲得した[4]。
  - 累計334,632枚を売り上げ、2013年度「オリコン年間 CDシングルランキング」で年間18位を獲得した[5]。
- Billboard JAPAN
  - 2013年5月1日公開の「Billboard JAPAN Top Singles Sales」で週間1位を獲得した[6]。
  - 2013年度「Billboard Japan Top Singles Sales」で上半期8位を獲得した[7]。
  - 2013年度「Billboard Japan Top Singles Sales Year End」で年間18位を獲得した[8]。

### 各曲チャート順位
- Billboard JAPAN
  - 2013年5月1日公開の「Billboard Japan Hot 100」で「へそ曲がり」が初週21,475pt、「ここにしかない景色」が初週11,709ptを記録し、それぞれ週間1位・2位を獲得した[9]。
  - 2013年度「Billboard Japan Hot 100 Year End」で「へそ曲がり」が年間47位を獲得した[10]。

## 収録曲

### CD

#### 通常盤・初回限定盤A・配信
※「myself」以降、通常盤・配信作品のみ収録。
1. へそ曲がり - [4:16]
作詞・作曲：TAKESHI
編曲：大西省吾
  - テレビ朝日系金曜ナイトドラマ『お天気お姉さん』主題歌[12]
2. ここにしかない景色 - [4:25]
作詞・作曲：A.F.R.O
編曲：大西省吾
  - 東宝配給映画『県庁おもてなし課』主題歌[13]
3. This moment - [4:33]
作詞：nojo
作曲：nojo、工藤勝洋
編曲：山路一志
ブラスアレンジ：YOKAN
4. myself - [4:18]
作詞・作曲：ZEN
編曲：久米康隆
5. 愛でした。 "8EST" Remix - [8:15]
作詞・作曲：石原理酉
編曲：高橋浩一郎
  - 20thシングルのリミックスバージョン
  - 9thライブDVD/Blu-ray『KANJANI∞ LIVE TOUR!! 8EST 〜みんなの想いはどうなんだい?僕らの想いは無限大!!〜』初回限定盤エンドロール
6. へそ曲がり (オリジナル・カラオケ)
7. ここにしかない景色 (オリジナル・カラオケ)
8. This moment (オリジナル・カラオケ)
9. myself (オリジナル・カラオケ)

#### 初回限定盤B（CD）
1. ここにしかない景色
2. へそ曲がり
3. myself

### 特典DVD

#### 初回限定盤A（特典DVD）
| #         | タイトル                       | 作詞  | 作曲・編曲 | 時間  |
| --------- | ------------------------------ | ----- | ---------- | ----- |
| 1.        | 「へそ曲がり」(Music Clip)     |       |            | 4:18  |
| 2.        | 「へそ曲がり」(メイキング映像) |       |            | 15:57 |
| 合計時間: | 合計時間:                      | 20:15 |            |       |

#### 初回限定盤B（特典DVD）
| #         | タイトル                                                      | 作詞  | 作曲・編曲 | 時間  |
| --------- | ------------------------------------------------------------- | ----- | ---------- | ----- |
| 1.        | 「ここにしかない景色」(Music Clip)                            |       |            | 4:26  |
| 2.        | 「ここにしかない景色」(メイキング映像 / バンドショット編)     |       |            | 6:25  |
| 3.        | 「ここにしかない景色」(メイキング映像 / ここにしかない景色編) |       |            | 13:59 |
| 合計時間: | 合計時間:                                                     | 24:50 |            |       |

## 収録作品

### アルバム
へそ曲がり
- 6thアルバム『JUKE BOX』
- 2ndベストアルバム『GR8EST』

ここにしかない景色
- 6thアルバム『JUKE BOX』
- 2ndベストアルバム『GR8EST』

myself
- 2ndベストアルバム『GR8EST』（201∞限定盤 特典CD）

※メドレーの1曲として収録。

### 映像作品

#### ライブ映像
へそ曲がり
- 10thライブDVD/Blu-ray『KANJANI∞ LIVE TOUR JUKE BOX』
- 12thライブDVD/Blu-ray『関ジャニズム LIVE TOUR 2014≫2015』
- 14thライブDVD/Blu-ray『関ジャニ∞の元気が出るLIVE!!』
- 18thライブDVD/Blu-ray『関ジャニ'sエイターテインメント GR8EST』
- 42ndシングル『crystal』（期間限定-多謝台湾-盤 特典DVD）
- 19thライブDVD/Blu-ray『十五祭』
- 22ndライブBlu-ray/DVD『KANJANI∞ DOME LIVE 18祭』
- 24thライブBlu-ray/DVD『超DOME TOUR 二十祭』

ここにしかない景色
- 10thライブDVD/Blu-ray『KANJANI∞ LIVE TOUR JUKE BOX』（Blu-ray盤）
- 18thライブDVD/Blu-ray『関ジャニ'sエイターテインメント GR8EST』
- 22ndライブBlu-ray/DVD『KANJANI∞ DOME LIVE 18祭』

myself
- 44thシングル『Re:LIVE』（期間限定盤B 特典DVD）

#### ミュージック・ビデオ
へそ曲がり
- 2ndベストアルバム『GR8EST』（完全限定豪華盤 特典DVD）

ここにしかない景色
- 2ndベストアルバム『GR8EST』（完全限定豪華盤 特典DVD）

## 発売記念イベント
『『へそ曲がり/ここにしかない景色』発売記念イベント』（へそまがり ここにしかないけしき はつばいきねんイベント）は、2013年4月22日に東京・Shibuya O-EASTで開催された本作のリリースを記念したイベント。

### 開催概要
- 自身がライブハウスでライブやイベントを行うのは初である[22]。
- 本イベントの観客動員数は約500人であり、自身のライブ・イベント史上最小人数となった[23]。
- 本イベントでは、本作の表題曲「へそ曲がり」と「ここにしかない景色」を披露し[23]、前述の「ここにしかない景色」企画でメンバーが実際にその景色を訪れた模様を映像で報告した[20]。
- 新曲発売に伴うイベントは、2005年9月に開催された3rdシングルの発売記念イベント『『好きやねん、大阪。/桜援歌(Oh!ENKA)/無限大』大握手会』以来、約7年半振りである[23]。
- 本イベントのダイジェスト映像は、6thアルバム『JUKE BOX』の初回限定盤Aの特典DVDに収録された。

### セットリスト
1. ここにしかない景色
2. へそ曲がり